# 石油地质学
石油地质学是研究地壳中的石油及天然气的形成原理和分布规律的一门学科，属于矿床地质学的一个分支。石油地质学是随着人类的油气勘察活动的而发展出来的一门学科，为人们进行油气勘察提供了理论基础。